# Unlocked (Alexandra Stan)
Unlocked è il secondo album di inediti della cantante rumena Alexandra Stan, pubblicato il 27 agosto 2014 dall'etichetta discografica Roton Romania e Ultra Records. L'album è anticipato dai singoli Thanks for Leaving, Cherry Pop, Dance e dal quarto singolo Give Me Your Everything. La Stan ha dichiarato che questo è il primo album in cui ha la possibilità di esprimersi come artista. Vanilla Chocolat è il quinto singolo pubblicato il 25 novembre 2014 per promuovere la versione internazionale dell'album.

## Antefatti
L'artista iniziò a lavorare al suo secondo album con i Maan Studios nel 2012, ma visto lo scandalo successo con Marcel Prodan nel 2013, la Stan cancellò tutto il lavoro svolto e ricominciò a lavorare sul secondo album con i Fonogram Studios.

## Promozione
La Stan ad inizio agosto svelò il titolo dell'album sui social network. Due giorni prima dell'uscita dell'album fu comunicata la scaletta e fu possibile vedere la copertina dell'album. Sempre due giorni prima dell'album ha reso possibile l'ascolto di circa 30 secondi di ogni canzone. L'album arrivò primo su iTunes dopo alcuni minuti dalla sua pubblicazione.

## Tracce
1. Little Lies – 3:43 (Kyle Coleman, Chrishan, Alexandra Stan, Radu Ionuț Adrian, Mika Moupondo, Jade Burgess)
2. Cherry Pop – 3:13 (Erik Lidbom, Stan, Lucas Hallgren)
3. Dance – 3:42 (Alexandru Cotoi, Stan, Moupondo, Lee Anna James, Cosmin Bașasteanu)
4. Back to Light – 3:35 (Naz Tokio, James, Stan)
5. Give Me Your Everything – 3:26 (Stan, James)
6. Kiss Me Goodbye – 3:19 (Moupondo, Stan, Cotoi)
7. Vanilla Chocolat (featuring Connet R) – 3:51 (Lidbom, Claire Rodrigues Lee)
8. Trumpet Blows – 2:52 (Lidbom, Anne Sudith Wik, Nermin Harambasick, Ronny Svedence)
9. Set Me Free (feat. Grano) – 3:55 (Moupondo, Cotoi)
10. Celebrate – 3:28 (Stan, Rodu Ionuț Adrian, Sames, Tokio)
11. Happy – 3:31 (Stan, James)
12. Thanks for Leaving – 3:37 (James, Tokio)
13. Holding Aces – 3:25 (Angelika Vee, Chrishan, Coleman, Stan)
14. Unlocked – 8:06 (Cotoi, Stan, Moupondo, Lee Anna James, Basașteanu)
15. Dance  (Grano Remix)  – 4:19 (Lidbom, Stan, Halgren)

Tracce dell'edizione giapponese
1. Little Lies – 3:43 (Kyle Coleman, Chrishan, Alexandra Stan, Radu Ionuț Adrian, Mika Moupondo, Jade Burgess)
2. Cherry Pop – 3:13 (Erik Lidbom, Stan, Lucas Hallgren)
3. Dance – 3:42 (Alexandru Cotoi, Stan, Moupondo, Lee Anna James, Cosmin Bașasteanu)
4. Back to Light – 3:35 (Naz Tokio, James, Stan)
5. Give Me Your Everything – 3:26 (Stan, James)
6. Kiss Me Goodbye – 3:19 (Moupondo, Stan, Cotoi)
7. Digital – 3:51 (Lidbom, Claire Rodrigues Lee)
8. Zoom Zoom – 3:27 (Lidbom, Anne Sudith Wik, Nermin Harambasick, Ronny Svedence)
9. Set Me Free (feat. Grano) – 3:55 (Moupondo, Cotoi)
10. Celebrate – 3:28 (Stan, Rodu Ionuț Adrian, Sames, Tokio)
11. Happy – 3:31 (Stan, James)
12. Thanks for Leaving – 3:37 (James, Tokio)
13. Holding Aces – 3:25 (Angelika Vee, Chrishan, Coleman, Stan)
14. Dance  (Grano Remix)  – 4:19 (Cotoi, Stan, Moupondo, Lee Anna James, Basașteanu)
15. Cherry Pop  (Sonic-E Woolhouse Remix)  – 3:06 (Lidbom, Stan, Halgren)

## Date di pubblicazione
| Nazione  | Data             | Formato               | Edizione            | Etichetta        |
| -------- | ---------------- | --------------------- | ------------------- | ---------------- |
| Giappone | 27 agosto 2014   | CD, download digitale | Standard            | Ultra Record     |
| Mondo    | 25 novembre 2014 | CD, download digitale | - Standard - Deluxe | Fonogram Records |

## Classifiche
| Classifica (2014) | Posizione massima |
| ----------------- | ----------------- |
| Giappone          | 21                |